# HD 154672
HD 154672 è una stella subgigante gialla di tipo spettrale G3 IV, situata nella costellazione dell'Altare. Di magnitudine apparente 8,20, dista 211 anni luce dal sistema solare.
Sebbene HD 154672 sia in parte simile al Sole, tuttavia essa è molto più antica, ed è ricca di metalli, motivo per il quale è stata presa di mira per una ricerca di pianeti dal Consorzio N2K, un progetto di collaborazione fra astronomi statunitensi, cileni e giapponesi per la ricerca di pianeti extrasolari. Gli studi effettuati nel 2008 hanno portato alla scoperta del pianeta HD 154672 b, primo pianeta scoperto dal progetto N2K, che studiò l'astro per verificare l'alta correlazione tra alta metallicità di una stella e la massa di eventuali pianeti orbitanti attorno ad essa.

## Sistema planetario
Il pianeta, scoperto tramite il metodo della velocità radiale (o spettroscopia Doppler), è un gioviano caldo con una massa 5 volte quella di Giove, che orbita a 0,6 UA dalla stella madre in un periodo di 164 giorni. L'eccentricità orbitale è piuttosto elevata (e=0,61) e gli astronomi ipotizzano che se fosse presente acqua nell'atmosfera del pianeta questa potrebbe evaporare durante il suo passaggio al periastro, a soli 0,23 UA dalla stella, per poi tornare allo stato liquido una volta che il pianeta si allontana dalla stella verso l'apoastro (0,9 UA); la temperatura del pianeta infatti potrebbe passare da 600 a 300 K durante il suo percorso orbitale che lo porta dal periastro all'apoastro.

### Prospetto del sistema
| Pianeta | Tipo            | Massa   | Periodo orb.  | Sem. maggiore | Eccentricità | Scoperta |
| ------- | --------------- | ------- | ------------- | ------------- | ------------ | -------- |
| b       | Gigante gassoso | 5,02 MJ | 163,91 giorni | 0,6 UA        | 0,61         | 2008     |